# Episodi di Las Vegas (quinta stagione)
La quinta e ultima stagione della serie televisiva Las Vegas, composta da 19 episodi, è stata trasmessa negli Stati Uniti dal canale NBC dal 28 settembre 2007 al 15 maggio 2008.
In Italia è andata in onda sul canale Fox e, in chiaro su Rai 2.
A causa dello sciopero degli sceneggiatori del 2007/2008, solo 19 dei 22 episodi ordinati furono completati per la quinta stagione; il 2 aprile 2008 la NBC ha però inaspettatamente comunicato di non voler rinnovare la serie per una sesta stagione e quindi la serie non ha un finale e la storia resta del tutto sospesa.
Durante la trasmissione satellitare su Fox, ci fu un errore e venne trasmesso prima l'ultimo episodio e poi il penultimo.
| nº | Titolo originale                    | Titolo italiano                           | Prima TV USA      | Prima TV Italia  |
| -- | ----------------------------------- | ----------------------------------------- | ----------------- | ---------------- |
| 1  | A Hero Ain't Nothing but a Sandwich | Addio Ed                                  | 28 settembre 2007 | 8 dicembre 2008  |
| 2  | Shrink Rap                          | Lo strizzacervelli                        | 28 settembre 2007 | 8 dicembre 2008  |
| 3  | The Glass Is Always Cleaner         | Il testamento                             | 5 ottobre 2007    | 15 dicembre 2008 |
| 4  | Head Games                          | Scherzi della mente                       | 12 ottobre 2007   | 15 dicembre 2008 |
| 5  | Run, Cooper, Run!                   | Omicidio senza movente                    | 19 ottobre 2007   | 22 dicembre 2008 |
| 6  | When Life Gives You Lemon Bars      | Barrette al limone                        | 26 ottobre 2007   | 22 dicembre 2008 |
| 7  | Adventures in the Skin Trade        | Lo sciopero                               | 2 novembre 2007   | 29 dicembre 2008 |
| 8  | It's Not Easy Being Green           | Cuori solitari                            | 9 novembre 2007   | 29 dicembre 2008 |
| 9  | My Uncle's a Gas                    | Il ritorno di mio zio                     | 16 novembre 2007  | 5 gennaio 2009   |
| 10 | The High Price of Gas               | L'alto prezzo del gas                     | 30 novembre 2007  | 5 gennaio 2009   |
| 11 | A Cannon Carol                      | Lo spirito del Natale                     | 7 dicembre 2007   | 12 gennaio 2009  |
| 12 | I Could Eat a Horse                 | Un cavallo per Cooper                     | 4 gennaio 2008    | 12 gennaio 2009  |
| 13 | 3 Babes, 100 Guns & a Fat Chick     | 3 sventole, 100 pistole e una pagnottella | 11 gennaio 2008   | 19 gennaio 2009  |
| 14 | Secrets, Lies and Lamaze            | Verità nascosta                           | 18 gennaio 2008   | 19 gennaio 2009  |
| 15 | Guess Who's Coming to Breakfast     | Indovina chi viene a colazione            | 25 gennaio 2008   | 26 gennaio 2009  |
| 16 | 2 On 2                              | Due su due                                | 1º febbraio 2008  | 26 gennaio 2009  |
| 17 | Win, Place, Bingo                   | La corsa dei cavalli                      | 8 febbraio 2008   | 2 febbraio 2009  |
| 18 | Three Weddings and a Funeral (1)    | Rapina al Montecito (1)                   | 15 febbraio 2008  | 9 febbraio 2009  |
| 19 | Three Weddings and a Funeral (2)    | Tre matrimoni e un funerale (2)           | 15 febbraio 2008  | 2 febbraio 2009  |